# فوغر
آل فوغر (Fugger) أسرة مصرفيين ألمانية هامة تاريخياً . أعضاء في أرستقراطية تجار أوغسبورغ بالقرنين الخامس عشر والسادس عشر ، و مصرفيين تجاريين الدوليين، وأصحاب رؤوس الأموال مثل أسر فلزر وهوخشتيتر.
أول إشارة إلى أسرة فوغر في مدينة أوغسبورغ الحرة (بافاريا)، و يتعلق بوصول هانس فوغر المسجل في سجل الضرائب في سنة 1357. و قد تزوج من كلارا فيدولف وأصبح مواطناً أوغسبورغياً. بعد وفاة كلارا، تزوج إليزابت غفاترمان . دخل هانس فوغر نقابة القمـّاشين، وفي سنة 1396 بات في مقدمة قائمة المساهمين.

## معرض صور

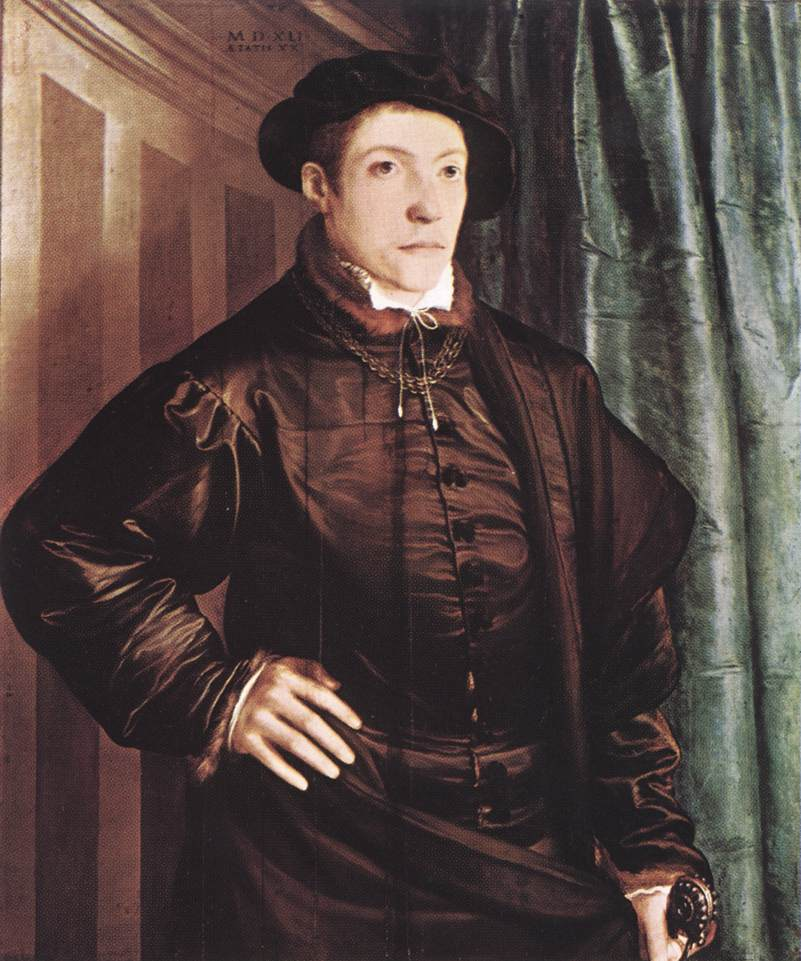
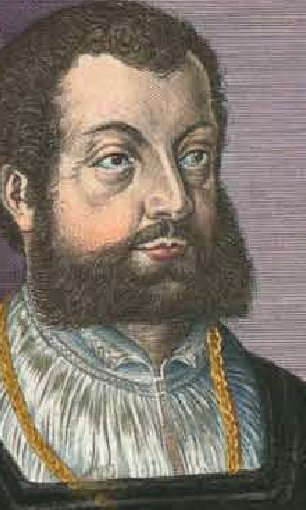
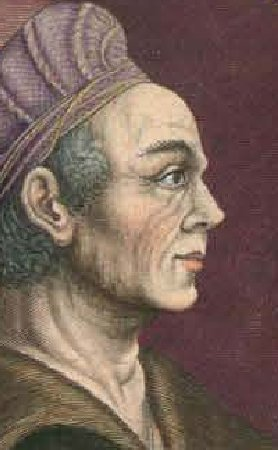
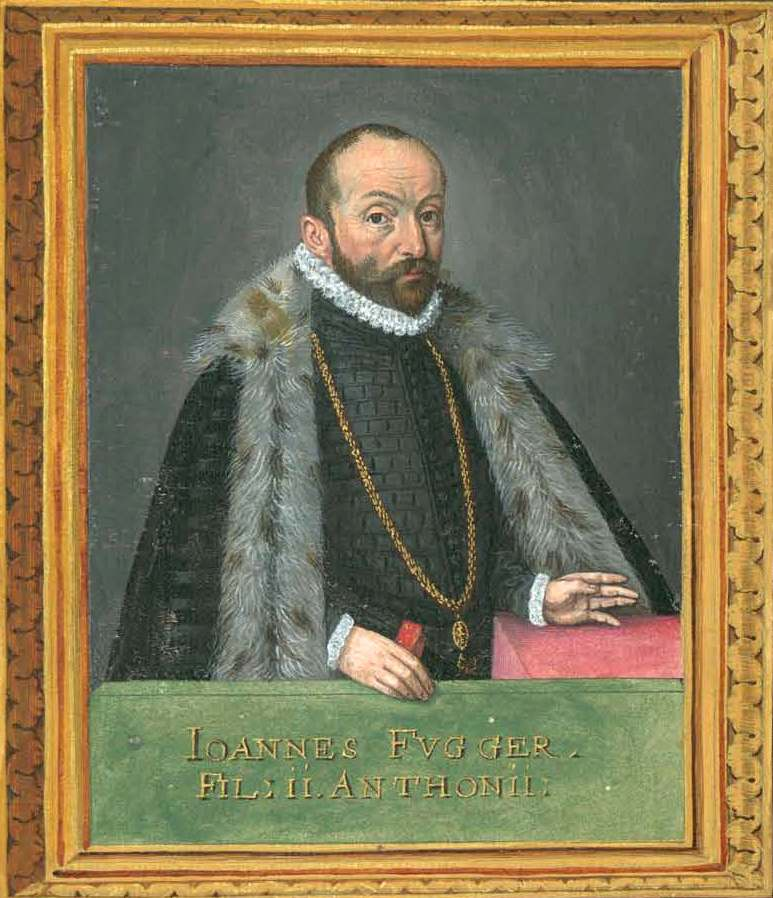
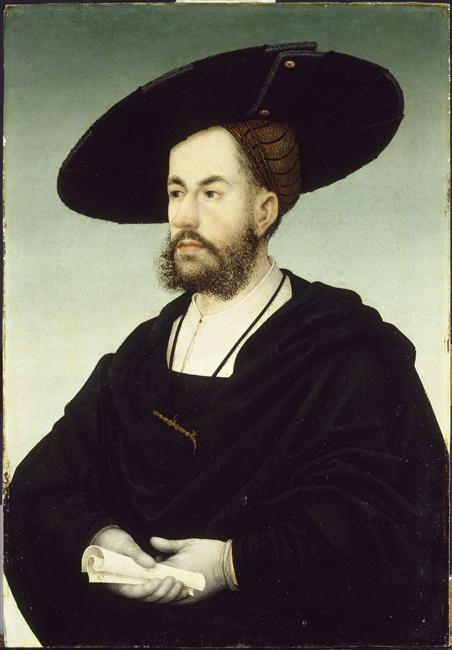
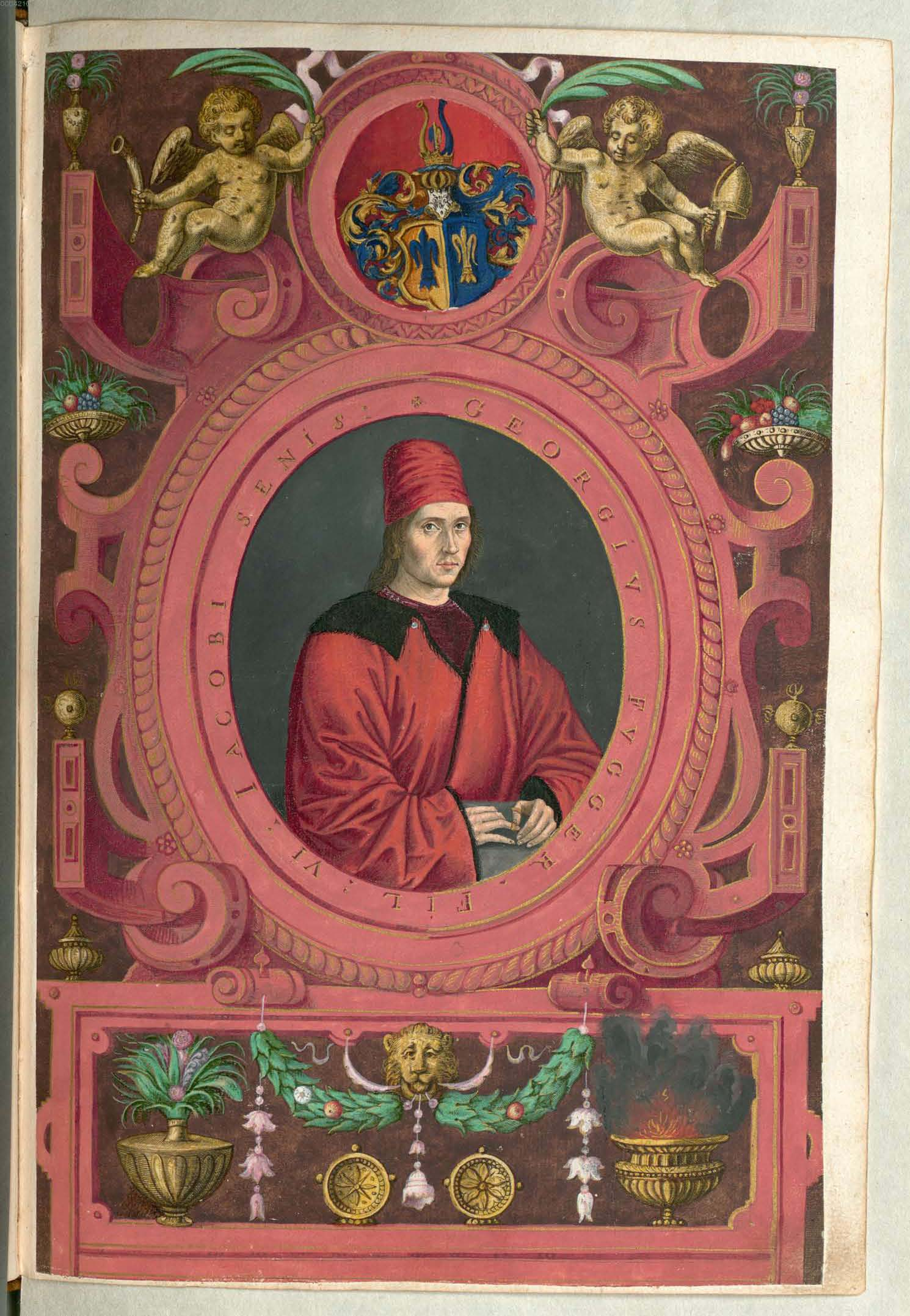